# Drolambaogletscher
Der Drolambaogletscher ist ein Gletscher in der Rolwaling-Himal-Region Nepals, Himalaya. 
Er war ursprünglich über einen 300 m hohen Eisbruch mit dem Trakardinggletscher verbunden, welcher 2016 abgeschmolzen ist. Von seiner Ostseite führt ein Weg über den Tashi-Lapcha-Hochgebirgspass ins Solukhumbu.

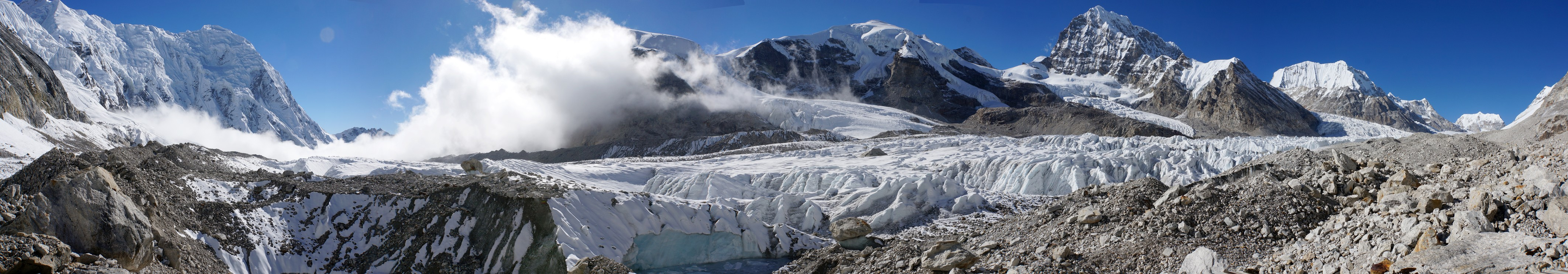
Der Drolambaogletscher vom Tashi Laptcha aus, Panorama von Süd bis Nord